# Cheumatopsyche longinosnavasi
Cheumatopsyche longinosnavasi är en nattsländeart som beskrevs av Wolfram Mey 1998. Cheumatopsyche longinosnavasi ingår i släktet Cheumatopsyche och familjen ryssjenattsländor. Inga underarter finns listade i Catalogue of Life.